# Dioxyde de chrome
Pour les articles homonymes, voir Oxyde de chrome.
Le dioxyde de chrome, ou oxyde de chrome(IV), est un composé chimique de formule CrO2. Il se présente comme un solide cristallisé dans une maille de type rutile. C'est une substance ferromagnétique synthétique qui a été très utilisée pour fabriquer les émulsions pour bande magnétique ; on s'en sert encore pour l'archivage des données sur bandes magnétiques.
Le CrO2 a été préparé pour la première fois en 1956 par un chimiste de DuPont par décomposition thermique de trioxyde de chrome CrO3 à 500 °C et 200 MPa en présence d'eau.